# Anomala puncticeps
Anomala puncticeps är en skalbaggsart som beskrevs av Thomas Casey 1915. Anomala puncticeps ingår i släktet Anomala och familjen Rutelidae. Inga underarter finns listade i Catalogue of Life.